# Cosa avete fatto a Solange?
Cosa avete fatto a Solange? és una pel·lícula italiana giallo del 1972 dirigida per Massimo Dallamano i protagonitzada per Fabio Testi, Karin Baal, Joachim Fuchsberger, Cristina Galbó, i Camille Keaton. La trama segueix una sèrie d'assassinats violents ocorreguts en una escola de noies catòlica a Londres, on una jove estudiant ha desaparegut.
La pel·lícula és una coproducció entre les productores italianes Italian International Films S.r.l., Clodio Cinematografica i l'estudi d'Alemanya Occidental Rialto Film. Es va estrenar a Alemanya com a Das Geheimnis der grünen Stecknadel, on es va promocionar una pel·lícula krimi d'Edgar Wallace.

## Argument
Mentre es trobava en un vaixell amb el seu professor universitari italià, Enrico Rosseni, Elizabeth Seccles veu com un home amb un ganivet apunyala una altra dona al bosc de la costa propera. Rosseni convenç a l'Elizabeth de guardar silenci sobre el que va veure, sobretot després que resulti que la víctima morta era una de les seves companyes de classe i va ser assassinada per haver-li introduït un ganivet llarg a la vagina. Una altra noia, estudiant de la mateixa universitat, és assassinada més tard pel mateix agressor.
Poc després, Elizabeth és assassinada al seu bany. La policia sospita de Rosseni, que admet la seva aventura a la seva dona reprimida sexualment Herta amb l'esperança de rebre la seva ajuda per esborrar el seu nom. Rosseni s'elimina quan un denominador comú està determinat pels assassinats posteriors. Totes les víctimes havien vist un sacerdot local i eren amigues d'una jove anomenada Solange, que va començar a assistir a l'escola el semestre anterior però que havia desaparegut misteriosament.
La investigació de Rosseni finalment condueix a l'existència d'un club secret hedonista de noies universitàries al qual havien pertangut Elizabeth i les altres víctimes d'assassinat. A més, la policia s'assabenta que el capellà amb el qual havien parlat diverses de les víctimes no era un veritable sacerdot, sinó que era el pare de Solange, el professor Bascombe, un adinerat professor titular de la mateixa escola.
Ruth Holden (també coneguda com "Tata") és l'anciana criada de Brenda, una de les companyes de classe de Solange que també participava en les festes sexuals. La Ruth es troba al costat del seu gos, brutalment assassinada per haver-li clavat una falç a la vagina. Rosseni, Herta i la policia s'enfronten al pare, que al principi nega qualsevol delicte fins que apareix la seva filla Solange. Muda i semblant emocionalment pertorbada, porta a Herta al lloc on l'últim membre del club sexual va ser segrestat.
Aleshores, Bascombe confessa per què va assassinar les seves víctimes. La seva filla Solange  havia fet amistat amb els membres del club sexual i se li va concedir l'adhesió. Tanmateix, després de la seva primera orgia, es va quedar embarassada. Les altres noies van insistir que Solange s'ocupés de la situació reunint-se amb la Ruth Holden, que també exercia com a avortadora al carrer. Aquest esdeveniment va traumatitzar a Solange física, mentalment i emocionalment. A partir d'ara es troba en un estat mental semblant al d'un nadó, ja no pot parlar i no pot quedar-se embarassada.
Després de confessar els assassinats, Bascombe es treu la vida disparant-se al seu escriptori. En algun moment, es va adonar que un avortament va ser el que va portar a Solange a convertir-se en una invàlida i va realitzar simbòlicament una acció similar amb les noies un cop li havien donat detalls del trauma que realment va passar Solange.

## Repartiment
- Fabio Testi com a Enrico Rosseni
- Karin Baal com a Herta Rosseni
- Joachim Fuchsberger com a inspector Barth
- Cristina Galbó com a Elizabeth Seccles
- Günther Stoll com a professor Bascombe
- Claudia Butenuth com a Brenda Pilchard
- Camille Keaton com a Solange Beauregard
- Pilar Castel com a Janet Bryant
- Giovanna Di Bernardo com Helen Edmonds
- Maria Monti com a senyora Erickson
- Giancarlo Badessi com el Sr. Erickson
- Antonio Casale com el senyor Newton
- Vittorio Fanfoni com a Billings
- Marco Mariani com el pare Webber
- Emilia Wolkowicz com a Ruth Holden
- Daniele Micheletti com el Sr. Bryant
- Antonio Anelli com el Pare Herbert
- Rainer Penkert com el Sr. Leach
- Carla Mancini com Susan Mills
- John Gayford com a Joseph Kane
- Maria Michi com a senyora Pilchard
- Joe D'Amato com a home del CID.

## Producció

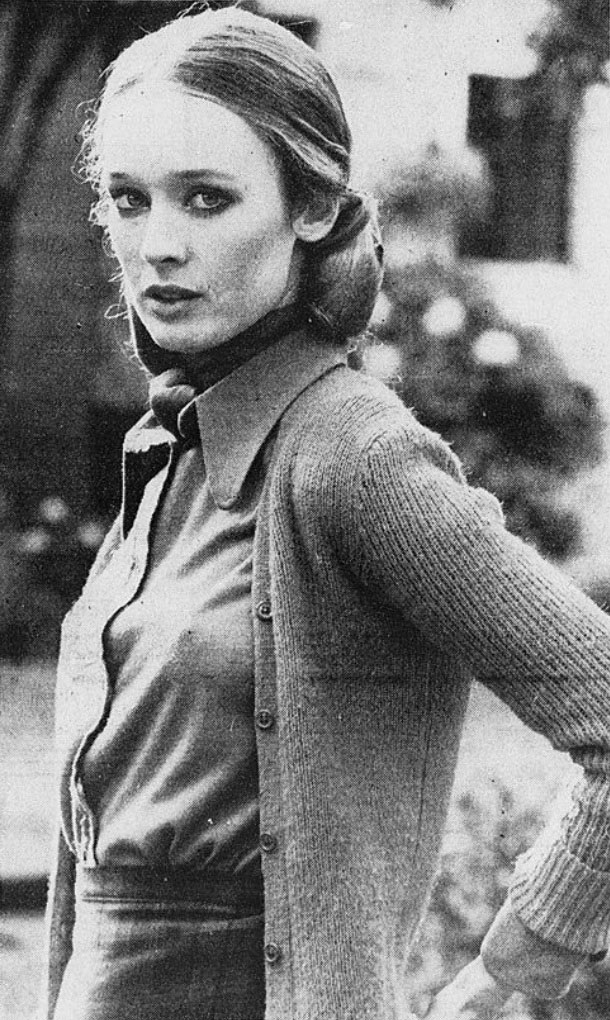
Camille Keaton a l'any de l'estrena (1972)

Cosa avete fatto a Solange? va ser una coproducció italiana i alemanya occidental, i s'acredita que està basada en The Clue of the New Pin d'Edgar Wallace. La pel·lícula té molt poca relació amb la novel·la, i els autors i historiadors del cinema Kim Newman i Michael Mackenzie creuen que es va comercialitzar d'aquesta manera per vendre la pel·lícula a un públic alemany com a part del gènere krimi. La relació amb el gènere es veu millorada per l'aparició dels membres del repartiment Joachim Fuchsberger i Karin Baal que van aparèixer en diverses adaptacions d'Edgar Wallace produïdes per Rialto Film durant la dècada de 1960. L'actriu estatunidenca Camille Keaton va ser seleccionada per a la pel·lícula, el seu paper de debut, com a Solange. Keaton havia enviat originalment fotos per a una crida de càsting per a una pel·lícula de Franco Zeffirelli. Ella no va participar en la seva pel·lícula, però més tard va rebre una trucada del director Massimo Dallamano per convidar-la al paper. Keaton va descriure el treball amb Dallamano com un repte, ja que només estava aprenent a parlar italià i ell parlava molt poc anglès. Per al seu paper, Dallamano li va dir que buscava algú que semblés fràgil i li va ordenar que no es posés morena mentre filmava.

## Llançament
Cosa avete fatto a Solange? es va estrenar tant a Itàlia com a Alemanya Occidental el 9 de març de 1972. Fulvio Lucisano va declarar que la pel·lícula va ser la primera pel·lícula giallo que es va mostrar al Teatro Adriano de Roma, que normalment no mostrava pel·lícules d'aquest gènere.  La pel·lícula va ser una de les gialli més taquilleres de la temporada 1971-1972, amb 846 milions de lires italianes.|p=194
A Alemanya Occidental, es va estrenar sota el títol Das Geheimnis der grünen Stecknadel on va ser distribuït per Constantin. La pel·lícula s'ha estrenat amb diversos títols en anglès, com The Secret of the Green Pin, The School That Couldn't Scream, i Who's Next?. El 2005, el Festival Internacional de Cinema de Venècia va tenir un dia en honor de Fulvio Lucisano com a part de les seves projeccions "Història secreta del cinema italià", que incloïa la projecció d'una versió restaurada de la pel·lícula.
Cosa avete fatto a Solange? va ser llançada per primera vegada en DVD per Shriek Show el 30 de juliol de 2002. Va ser llançada per Arrow Video en Blu-ray i DVD al Regne Unit el 14 de desembre de 2015 i als Estats Units el 15 de desembre de 2015. Film Comment va situar el llançament d'Arrow Video de Cosa avete fatto a Solange? al 15è lloc de la seva llista dels millors llançaments de Blu-ray del 2015.

## Recepció
En crítiques contemporànies, el diari alemany Hamburger Abendblatt va trobar que la pel·lícula era "massa àmplia", però va afirmar que les actuacions de qualitat de Karin Baal, Fabio Testi, Joachim Fuchsberger i Günther Stoll milloren la pel·lícula. El diari italià La Stampa va elogiar l'actuació de Fabio Testi, Joachim Fuchsberger i Karin Baal mentre afirmaven que el director va desenvolupar bé el misteri de la història.
A partir de les crítiques retrospectives, AllMovie va qualificar la pel·lícula de "thriller de primer ordre", un "misteri esgarrifós" i va assenyalar que "la direcció de Massimo Dallamano està assegurada". Video Librarian va afirmar que la pel·lícula està "considerada com un clàssic del gènere de terror italià conegut com a giallo", però "Malgrat tot el descuidat característic del guió, aquesta pel·lícula segueix sent inusual i sorprenent, amb algunes escenes d'assassinat ben dirigides i imatges sorprenents". i va ser "descaradament salaç en l'explotació de les noies com a objectes sexuals i desagradable, ja que aquests menors són agredides d'una manera viciosa, sàdica i odiosa" i que finalment "la violència extrema contra les dones joves fa que sigui difícil de gaudir". Danny Shipka, autor d'un llibre sobre pel·lícules d'explotació europees, va trobar que la pel·lícula va ser "Un dels gialli més satisfactoris de la seva època" i que tenia "la quantitat adequada d'història i trama per portar l'audiència a través de tots els girs amb un final emocionalment satisfactori." La ressenya comentava que Dallamano va adoptar un "enfocament seriós del subgènere, creant situacions que es mantindran molt després d'haver acabat la pel·lícula." The Herald va proclamar la pel·lícula com "un bon exemple de "giallo"" i que la pel·lícula era "millor del que sembla" i la va descriure com una influència en la pel·lícula de Peter Strickand The Duke of Burgundy.

## Conseqüències i influència
Cosa avete fatto a Solange? és la primera entrada d'una sèrie de pel·lícules poc enllaçades de la trilogia anomenada Schoolgirls in Peril, una sèrie de pel·lícules basades en les gestes sexuals de les noies joves i la seva reacció cap als adults. El 1974, el públic va començar a cansar-se del gènere giallo i va començar a interessar-se per altres gèneres europeus com els poliziotteschi, thrillers policials urbans influenciats per pel·lícules americanes com Harry el Brut i The French Connection. La següent pel·lícula de Dallamano a la trilogia Schoolgirls in Peril va ser La polizia chiede aiuto, una pel·lícula amb temes similars a Cosa avete fatto a Solange?.. La part final de la sèrie era Enigma rosso. Es va estrenar el 19 d'agost de 1978. Dallamano està acreditat com a guionista de la pel·lícula, i tenia la intenció de dirigir la pel·lícula, però va morir abans que la pel·lícula comencés a produir-se.
El director Nicolas Winding Refn va anunciar el 2016 que buscava un director i guionista per a un remake de Cosa avete fatto a Solange?. La pel·lícula estarà produïda per la bandera de Refn's Space Rocket Nation juntament amb el productor Fulvio Lucisano.